# Macraspis nitidissima
Macraspis nitidissima är en skalbaggsart som beskrevs av Hermann Burmeister 1844. Macraspis nitidissima ingår i släktet Macraspis och familjen Rutelidae. Inga underarter finns listade i Catalogue of Life.